# 马泽迎
马泽迎（1912年—1974年），中国人民解放军将领、中国人民解放军开国少将。
曾任63军军副政委。1955年，授予中国人民解放军少将。